# Pär Hansson
Pär Hansson (ur. 22 czerwca 1986 w Vejbystrand) – szwedzki piłkarz występujący na pozycji bramkarza.
Od 2001 roku do 2015 był zawodnikiem Helsingborgs IF. W latach 2006–2008 był wypożyczony do Ängelholms FF, po powrocie do macierzystego zespołu zaczął występować w pierwszym składzie. W 2010 został mistrzem Szwecji, w 2010 i 2011 sięgał po puchar tego kraju. W 2016 przeszedł do Feyenoordu.
W maju 2012 został powołany do 23-osobowej kadry na Mistrzostwa Europy w Piłce Nożnej 2012 przez selekcjonera Erika Hamréna. Wcześniej w dorosłej reprezentacji Portugalii rozegrał dwa spotkania. Debiutował 19 stycznia 2011 w spotkaniu z Botswaną. Wcześniej był reprezentantem kraju w kategoriach juniorskich i młodzieżowych, brał udział m.in. w Mistrzostwach Europy U-21 w Piłce Nożnej 2009.